# Schloss Drackendorf

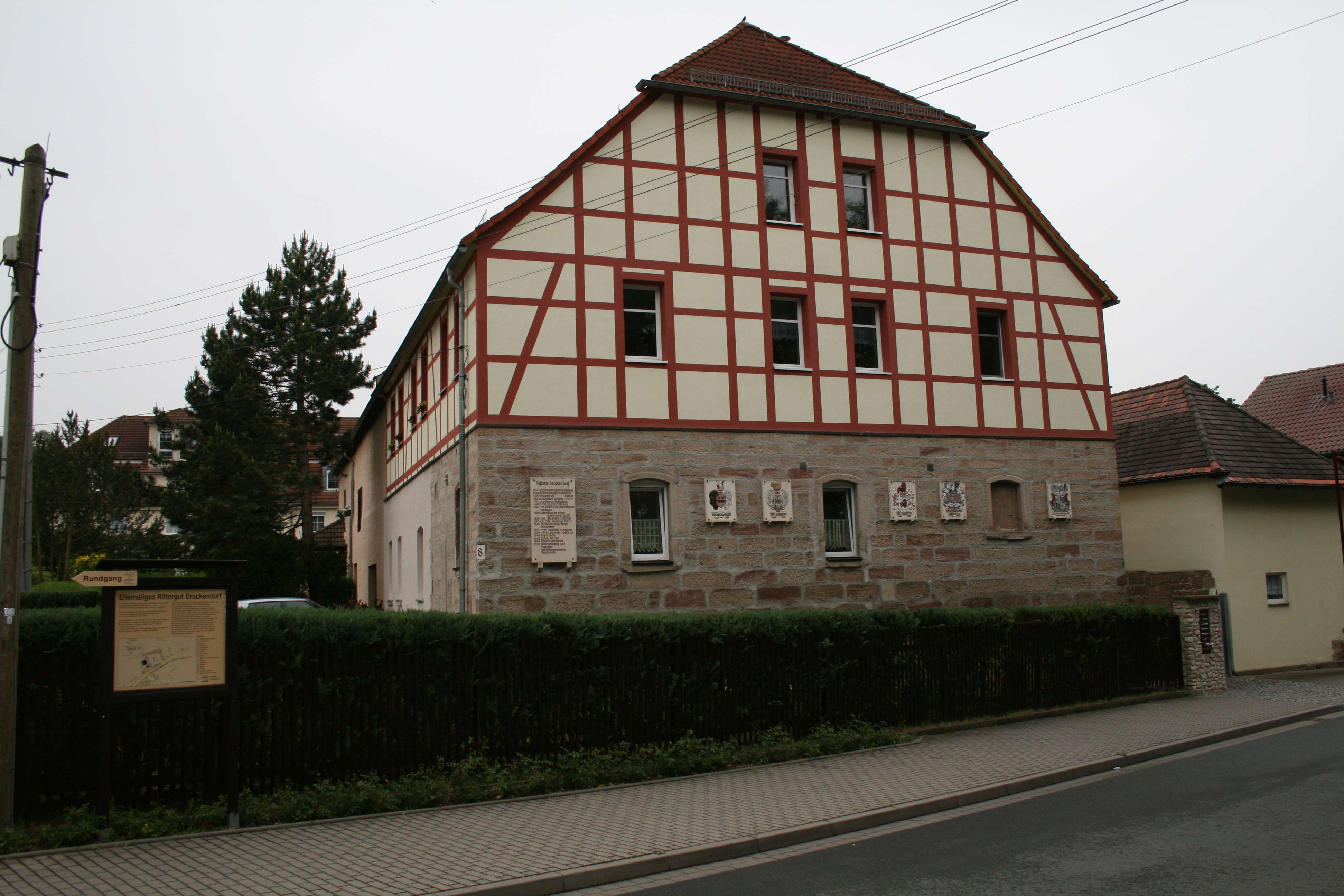
Teil des ehemaligen Rittergutes

Das Schloss Drackendorf stand bis 1946 in Drackendorf, heute Stadt Jena, in Thüringen.

## Geschichte
Das Dorf Drackendorf mit knapp 700 Einwohnern ist seit 1994 in die Stadt Jena eingemeindet worden. Es liegt in einem Seitental unterhalb der Ruine Lobdeburg.
Johann Wolfgang von Goethe (1749–1832) weilte in der Zeit von 1776 bis 1820 über 30-mal auf Gut und Schloss Drackendorf bei der befreundeten uradeligen Familie von Ziegesar. Er schrieb hier 1802 mit Blick auf die Lobdeburg und Silvie von Ziegesar das Gedicht Bergschloß.

## Das ehemalige Rittergut
Der sogenannte Niederhof linksseitig des Hungerbachs befindlich war wirtschaftliche Basis mit einst 750 Hektar einschließlich der Vorwerke auf der Wöllmisse für folgend aufgeführten Besitzer:
Besitzer des Rittergutes Drackendorf waren:
Familie Puster, von Gerstenbergk, seit 1638 Beer, seit 1670 von Schönfeld, seit 1697 von Brand, seit 1716 von Griesheim, seit 1745 von Ziegesar, durch Heirat 1746 des Carl Siegmund II. von Ziegesar (1696–1754) mit Christiane Sophia von Griesheim (1722–1747), der Erbin von Drackendorf. Ziegesar heiratete in zweiter Ehe Sophie Freiin von Buttlar (1726–1781). Die Nachfahren machten in Thüringen Karriere, der Sohn August Friedrich Karl von Ziegesar-Drackendorf (1746–1813) aus erster Ehe wurde Kanzler des Herzogtums Sachsen-Gotha-Altenburg, nachfolgend Generallandschaftsdirektor in Weimar. Sein Sohn Anton von Ziegesar wiederum wurde Richter und Parlamentarier. Dessen bürgerlich verheiratete Schwester Sylvie von Ziegesar stand Goethe nahe. Seit 1836 führte dann die Familie von Helldorff die Begüterung. Das Gut blieb bis Anfang des 20. Jahrhunderts deren Eigentum.
Das tote und lebende Inventar wurde 1946 vom Staat übernommen und der Bodenreform zugeführt, wobei das Schloss des genannten Landadels abgerissen wurde und die Wirtschaft entsprechend der damalig gültigen Gesetze der Bodenreform zugeführt worden ist.

## Drackendorf heute
Die Flächen als finanzielle Basis für das Gut sind meist bebaut. Die Stadt Jena ist bis Drackendorf gewachsen. Einkaufszentren sind bis in das Dorf gebaut worden. Das Universitätsklinikum liegt vor der Haustür.
Was blieb von einst:
- Das Dorf
- Die Dorfquelle
- Der Friedhof
- Der ehemalige Schafstall
- Die Friedenslinde
- Der Eiskeller
- Die Dorfschule
- Der alte Handelsweg
- Das Kriegerdenkmal
- Die Luthereiche
- Das alte Pfarrhaus
- Die Dorfkirche
- Der Drackendorfer Park
- Das römische Haus (Pavillon)
- Der Hungergraben[4]